# Crerarite
La crerarite è un minerale.